# Gerard van Velde
Gerard van Velde, född den 30 november 1971 i Wapenveld i Nederländerna, är en nederländsk skridskoåkare.
Han tog OS-guld på herrarnas 1 000 meter i samband med de olympiska skridskotävlingarna 2002 i Salt Lake City.